# Skica
Skica je označení pro předběžnou kresbu, prvotní náčrt, původní náčrtek (črta) nějakého uměleckého nebo technického nápadu. Užívá se velmi často při všech tvůrčích činnostech, zejména ve všech oblastech výtvarného umění, dále též v architektuře, designu, užité grafice, své uplatnění nalezla i v technice. Původní náčrty jednotlivých uměleckých děl, staveb či technických artefaktů často bývají později velmi cenným dokumentem i dokladem autorova tvůrčího myšlenkového přístupu a tvůrčího postupu.
Skici bývají častokrát velmi improvizované a jako takové mohou být zaznamenány na nejrůznějším druhu papíru (či jiného vhodného materiálu, na který se dá kreslit a psát). Pro tvorbu skic lze v papírnictví zakoupit běžné papírové bloky, kterým pak také říkáváme skicáře.